# 린촨구

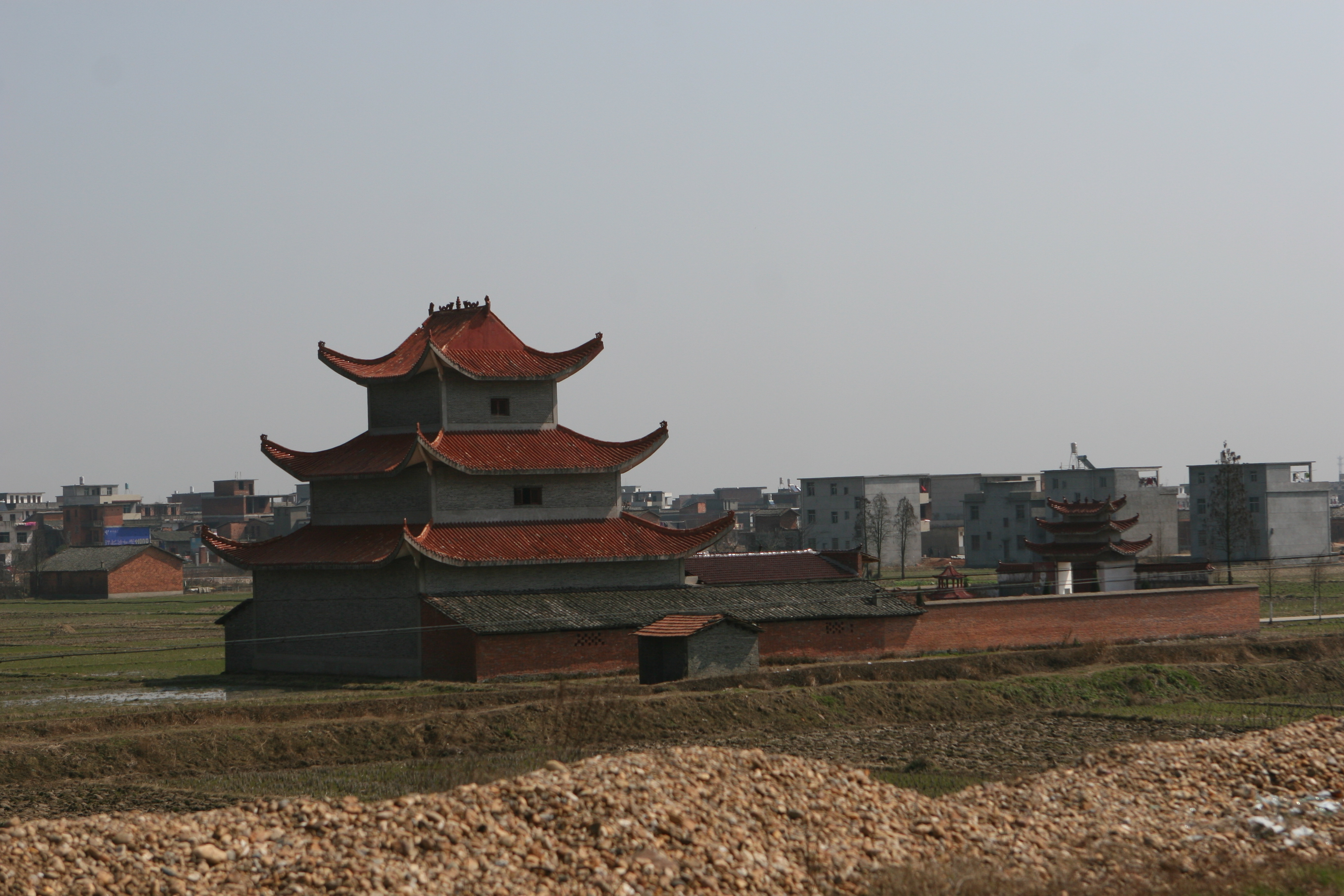

린촨구(한국어: 임천구, 중국어: 临川区, 병음: Línchuān Qū)는 중화인민공화국 장시성 푸저우 시의 현급 행정구역이다. 넓이는 2121km2이고, 인구는 2007년 기준으로 1,080,000명이다.

## 행정 구역
7개 가도, 18개 진, 9개 향을 관할한다.
- 가도: 青云街道 , 六水桥街道 , 文昌街道 , 荆公路街道 , 西大街街道 , 钟岭街道 , 城西街道
- 진: 抚北镇 , 上顿渡镇 , 唱凯镇 , 孝桥镇 , 罗针镇 , 太阳镇 , 云山镇 , 大岗镇 , 罗湖镇 , 温泉镇 , 高坪镇 , 青泥镇 , 腾桥镇 , 龙溪镇 , 崇岗镇 , 秋溪镇 , 东馆镇 , 荣山镇
- 향: 湖南乡 , 桐源乡 , 展坪乡 , 七里岗乡 , 嵩湖乡 , 连城乡 , 河埠乡 , 茅排乡 , 鹏田乡